# ブロモクリプチン
ブロモクリプチン（英: bromocriptine、商品名 Parlodel（パーロデル）など）は、下垂体腫瘍、パーキンソン病（PD）、高プロラクチン血症、神経弛緩薬悪性症候群、および2型糖尿病の治療に用いられる、エルゴリン誘導体でドーパミンアゴニスト。
1968年に特許を取得し、1975年に医療用として承認された。

## 医療用途
ブロモクリプチンは、末端肥大症、無月経、不妊症、性腺機能低下症、プロラクチン分泌腺腫などの高プロラクチン血症に関連する症状の治療に用いられる。また、卵巣過剰刺激症候群の予防にも用いられる。
パーキンソン病の治療にも用いられる。
1980年代後半以降、コカイン離脱症状を軽減するために適応外で使用されてきたが、この使用法のエビデンスは不十分である。
ブロモクリプチンの速放性製剤（quick-release formulation）は、2型糖尿病の治療にも用いられる。

### 日本での効能・効果
日本で厚生労働省に承認されている効能・効果は以下
- 産褥性乳汁分泌抑制
- 乳汁漏出症
- 高プロラクチン血症排卵障害
- 高プロラクチン血性下垂体腺腫（外科的処置を必要としない場合に限る）
- 末端肥大症
- 下垂体性巨人症
- パーキンソン症候群

### 日本での臨床試験
2025年6月3日、東和薬品、京都大学、三重大学のグループは、家族性アルツハイマー病の患者に「ブロモクリプチン」を投与する第2/3相企業治験を2025年5月から開始したと発表。対象となるのはプレセニリン1遺伝子に変異があるタイプのアルツハイマー病患者で治験参加者は24人(実薬群12人、プラセボ群12人)、2028年3月まで実施し有効性と安全性を確認する予定。プレセニリン1に変異があるタイプの家族制アルツハイマー病の患者は日本国内に100人前後と推定されている。

## 副作用
最も頻度の高い副作用は、吐気、起立性低血圧、頭痛、および脳幹嘔吐中枢の刺激による嘔吐である。産褥期の重大な結果を伴う血管攣縮、たとえば心筋梗塞や脳卒中などが報告されているが、非常に稀な事象であるように考えられている。（指または足指の）末梢血管痙攣は、レイノー現象を引き起こす可能性がある。ブロモクリプチンを使うことで、精神病症状の原因または悪化と、逸話的に関連付けられている（そのメカニズムは、一般にドーパミン受容体をブロックするほとんどの抗精神病薬とは反対）。パーキンソン病の治療にブロモクリプチンが高用量で使用された場合肺線維症が報告されている。
2014年、出産後の乳分泌を抑制するための使用が行われ、この文脈では、深刻な心血管、神経学的または精神医学的イベントとの因果関係は除外できず、全体的な発生率は0.005％から0.04％の範囲と推定された。報告に基づき、追加の安全上の注意事項とより厳しい処方規則が提案された。胆汁酸塩排出ポンプ（bile salt export pump; BSEP）阻害剤でもある。
ドーパミン作動薬の長期使用後の、用量減少中または中止中に離脱症候群が発生し、次の副作用が生じる可能性がある：不安、パニック発作、不快感（dysphoria）、抑うつ、興奮、過敏性、自殺念慮、疲労、起立性低血圧、悪心、嘔吐、発汗、全身の痛み、および薬物への渇望。これらの離脱症状はすぐに終わり完全に回復する人もいれば、数ヶ月または数年持続する長期離脱症候群が発生する人もいる。

## 薬理学
ブロモクリプチンは、ドーパミン D2受容体およびさまざまなセロトニン受容体の強力なアゴニスト。また、グルタミン酸トランスポーターGLT1を逆転させることにより、グルタミン酸の放出を阻害する。
ブロモクリプチンは、以下のモノアミン受容体を刺激する：
- ドーパミンD 1ファミリー
  - D1 （K i = 682 nM）
  - D5 （K i = 496 nM）
- ドーパミンD 2ファミリー
  - D2 （K i = 2.96 nM）
  - D3 （K i = 5.42 nM）
  - D4 （K i = 328 nM）
- セロトニン 5-HT
  - 5-HT1A （K i = 12.9 nM）
  - 5-HT1B （K i = 355 nM）
  - 5-HT1D （K i = 10.7 nM）
  - 5-HT2A （K i = 107 nM）
  - 5-HT2B （K i = 56.2 nM）
  - 5-HT2C （K i = 741 nM）
  - 5-HT6 （K i = 33 nM）
- アドレナリンαファミリー
  - α1A （K i = 4.17 nM）
  - α1B（K i = 1.38 nM）
  - α1D （K i = 1.12 nM）
  - α2A （K i = 11.0 nM）
  - α2B （K i = 34.7 nM）
  - α2C （K i = 28.2 nM）
- アドレナリンβファミリー
  - β1（K i = 589 nM）
  - β2（K i= 741 nM）

## 化学
すべてのエルゴペプチドと同様に、ブロモクリプチンはシクロールである。そのトリペプチド部分の2つのペプチド基が架橋され、アミド官能性を有する2つの環の間に > NC(OH)< 接合部を形成する。
ブロモクリプチンは、天然の麦角アルカロイドであるエルゴクリプチン（リセルグ酸の誘導体）の半合成誘導体であり、N-ブロモスクシンイミドを使用したエルゴクリプチンの臭素化によって合成される。

## 歴史
ブロモクリプチンは1965年にSandozの科学者によって発見され、1968年に最初に公開された。最初にParlodelというブランド名で販売された。
ブロモクリプチンの速放性製剤は、2009年にFDAによって承認された。

## 社会と文化
2017年7月現在、ブロモクリプチンの商品名は以下の通り： 
Abergin, Barlolin, Brameston, Brocriptin, Brom, Broma-Del, Bromergocryptine, Bromergon, Bromicon, Bromocorn, Bromocriptin, Bromocriptina, Bromocriptine, Bromocriptine mesilate, Bromocriptine mesylate, Bromocriptine methanesulfonate, Bromocriptini mesilas, Bromocriptinmesilat, Bromodel, Bromokriptin, Bromolac, Bromotine, Bromtine, Brotin, Butin, Corpadel, Cripsa, Criptine, Criten, Cycloset, Degala, Demil, Deparo, Deprolac, Diacriptin, Dopagon, Erenant, Grifocriptina, Gynodel, kirim, Kriptonal, Lactodel, Medocriptine, Melen, Padoparine（パドパリン）, Palolactin, Parlodel（パーロデル）, Pravidel, Proctinal, Ronalin, Semi-Brom, Serocriptin, Serocryptin, Suplac, Syntocriptine, Umprel, Unew, Updopa, Upnol B, and Volbro、および後発品。
2017年7月の時点で、メトホルミン配合薬がDiacriptin-Mとして、またPseudogravinブランドの獣医薬としても販売されていた。